# Urbos

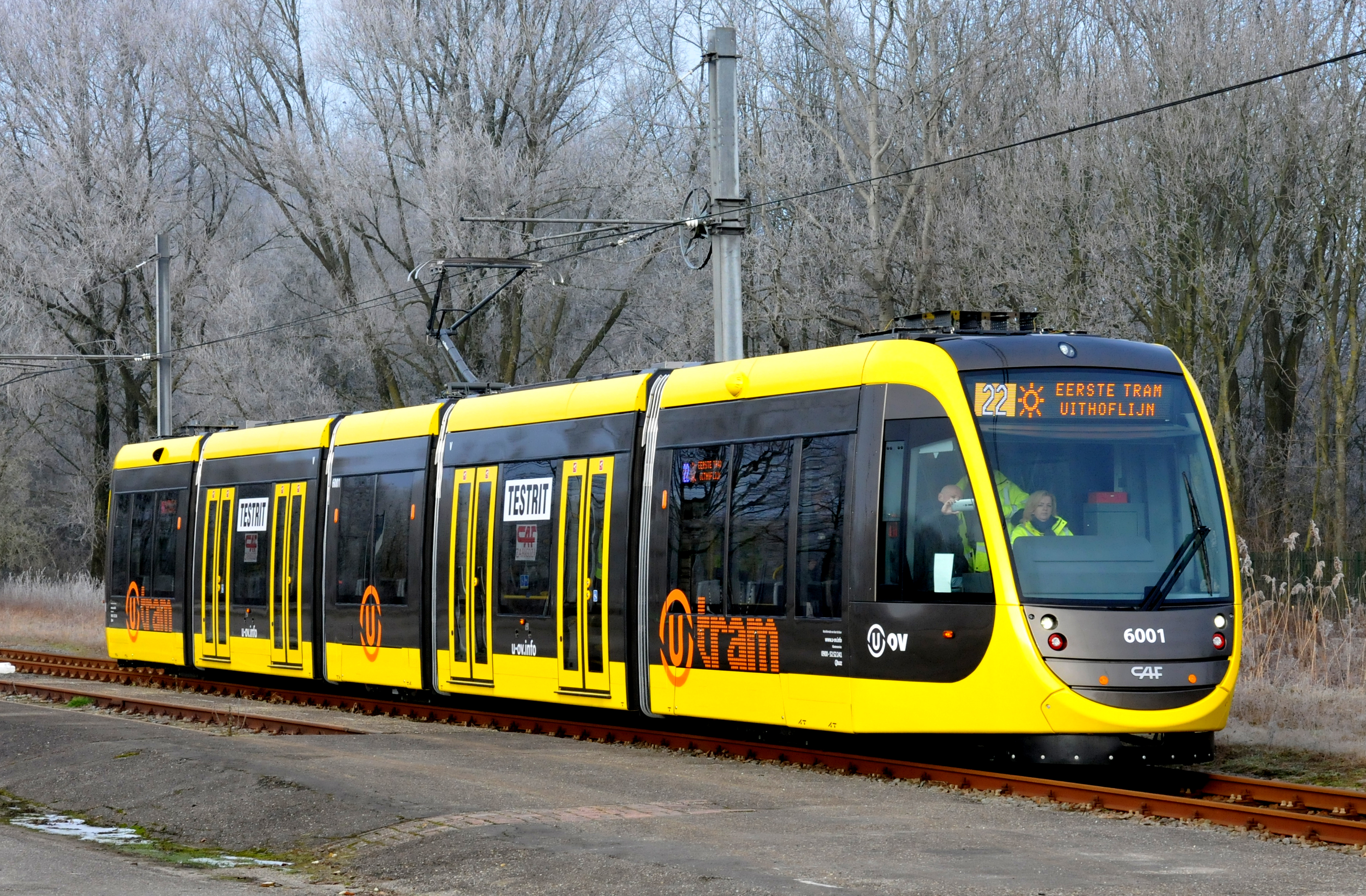
Urbos 100 in Utrecht.

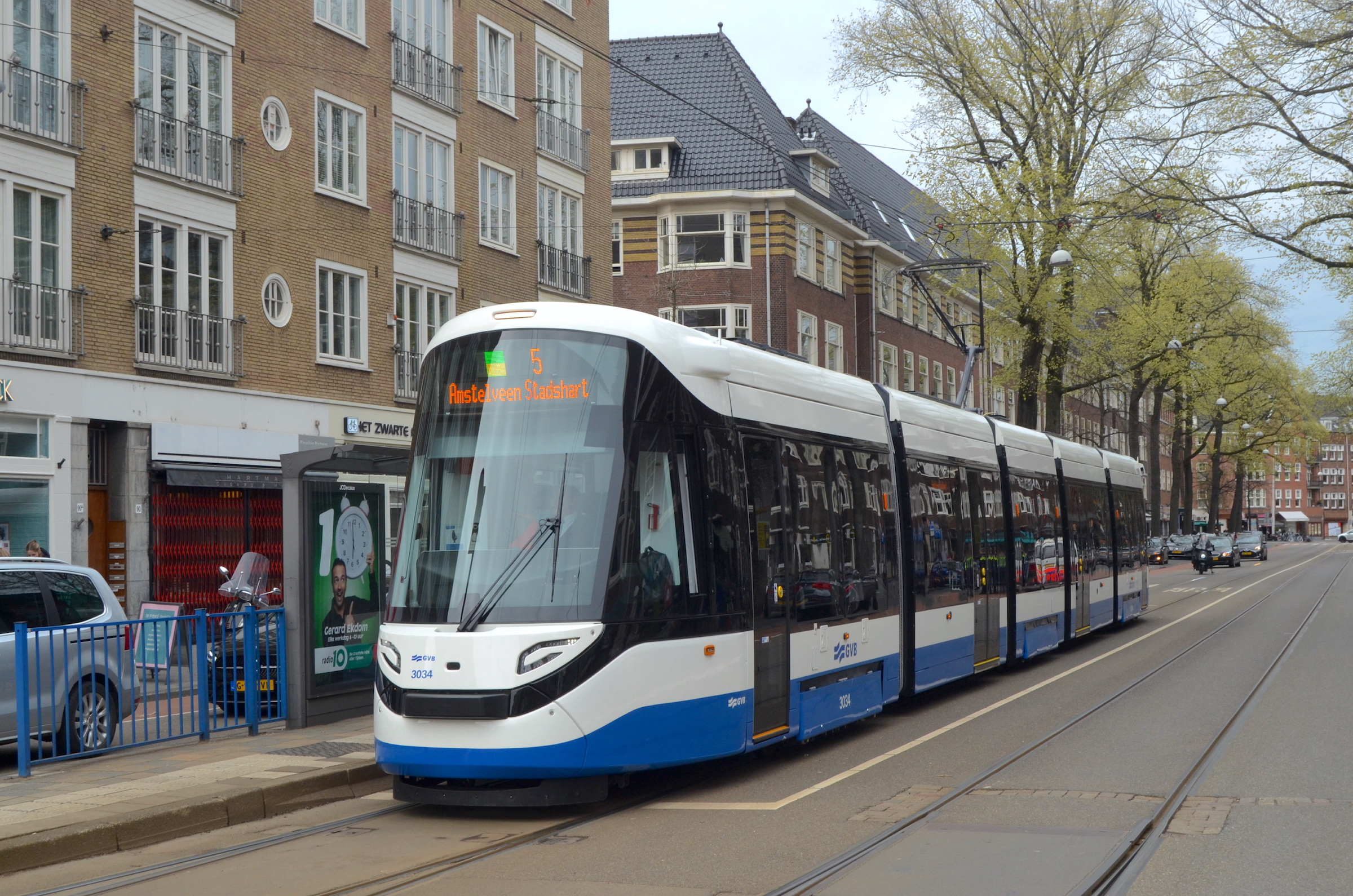
Urbos 100 in Amsterdam.

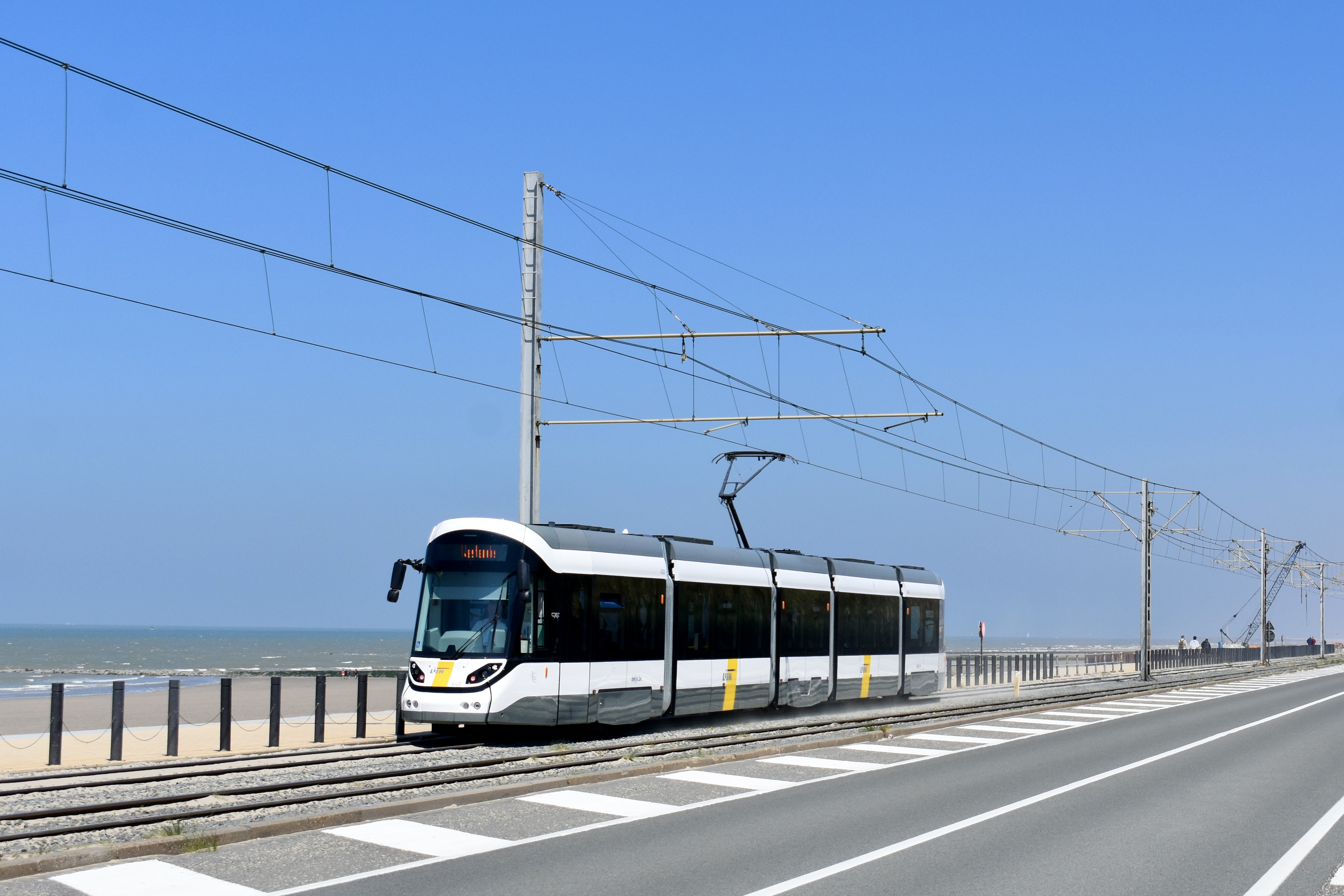
Urbos 100 als Belgische kusttram (Zeelijner).

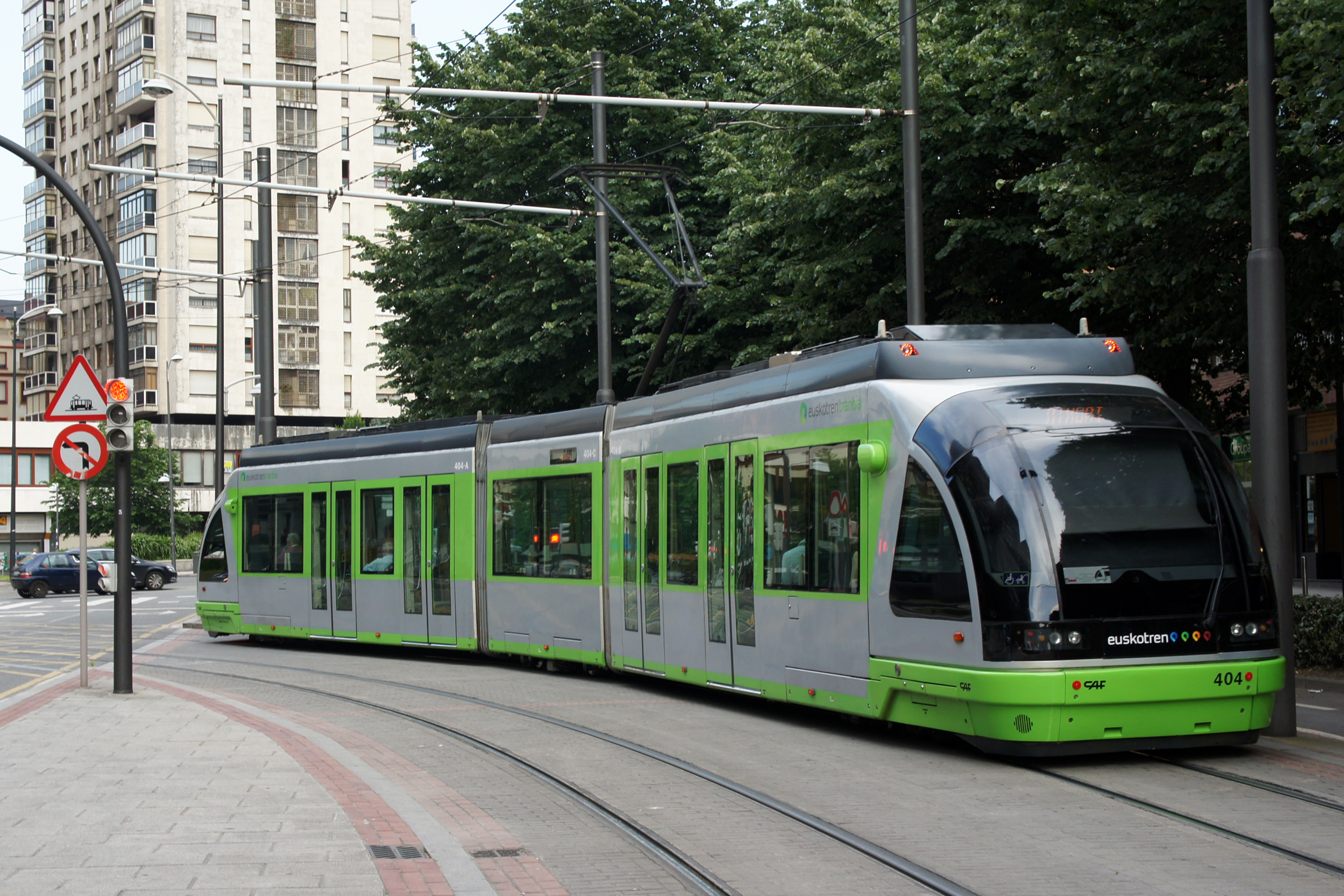
Urbos 1 in Bilbao.

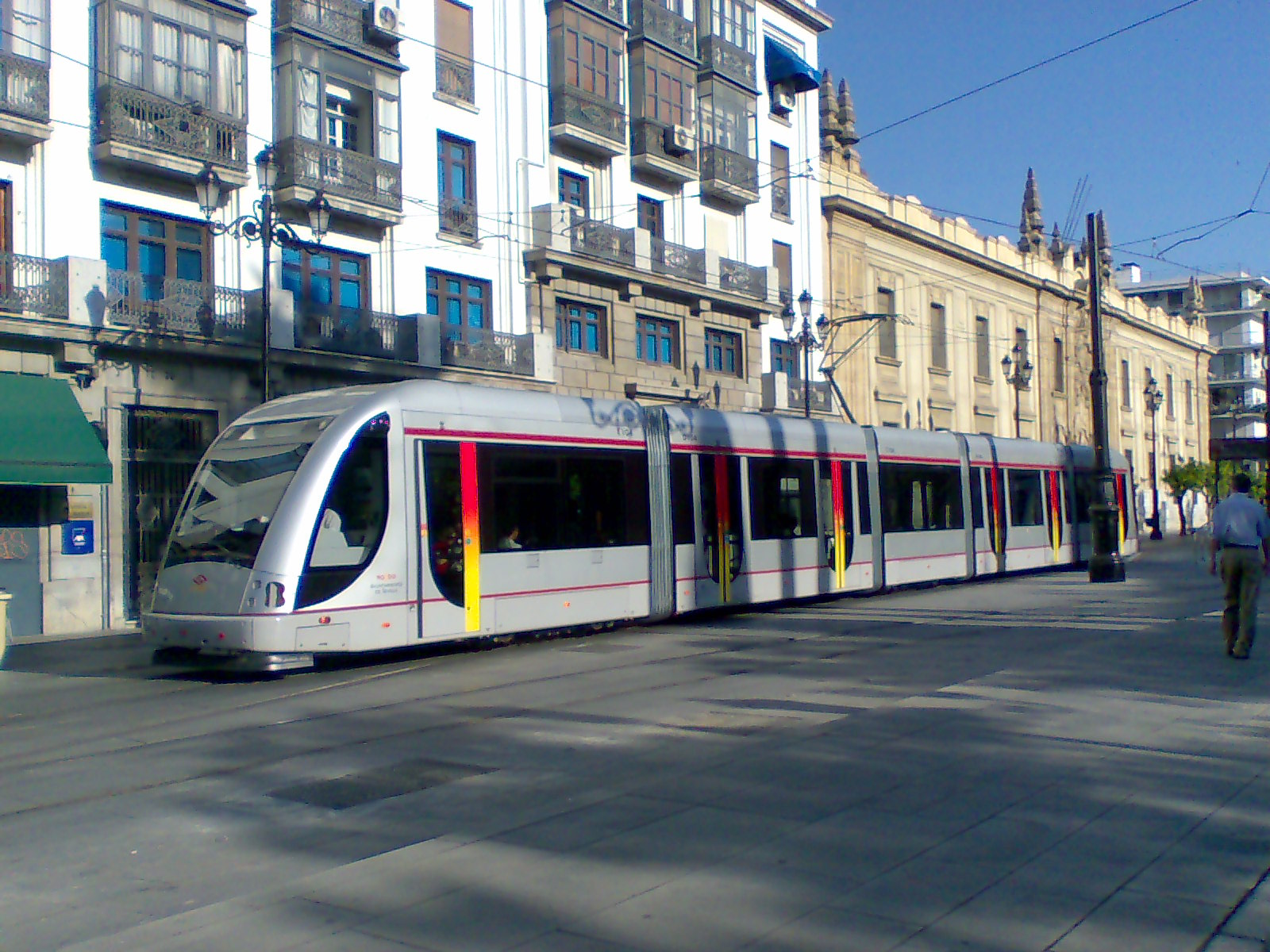
Urbos 2 in Sevilla.

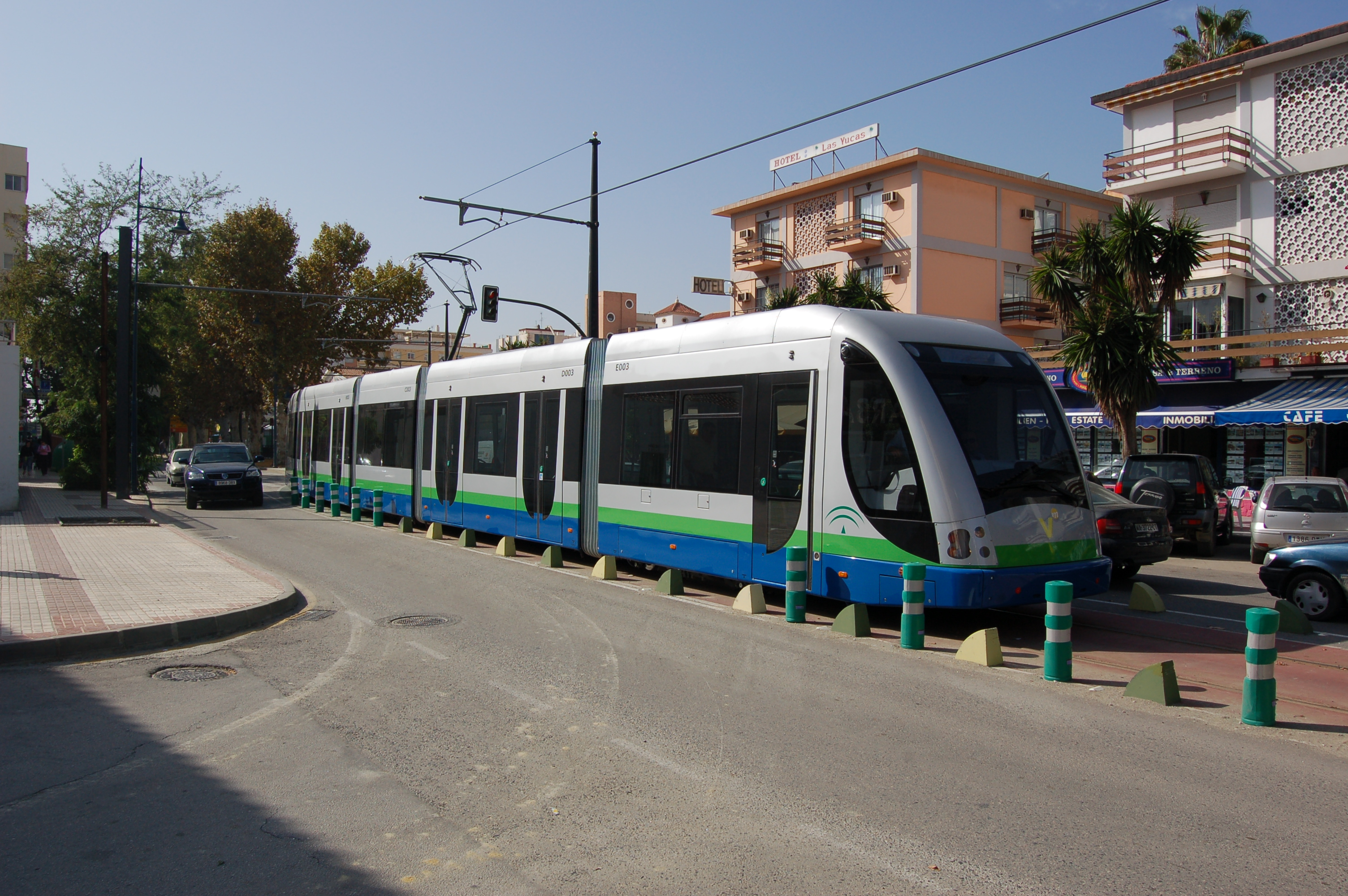
Urbos 2 in Vélez-Málaga.

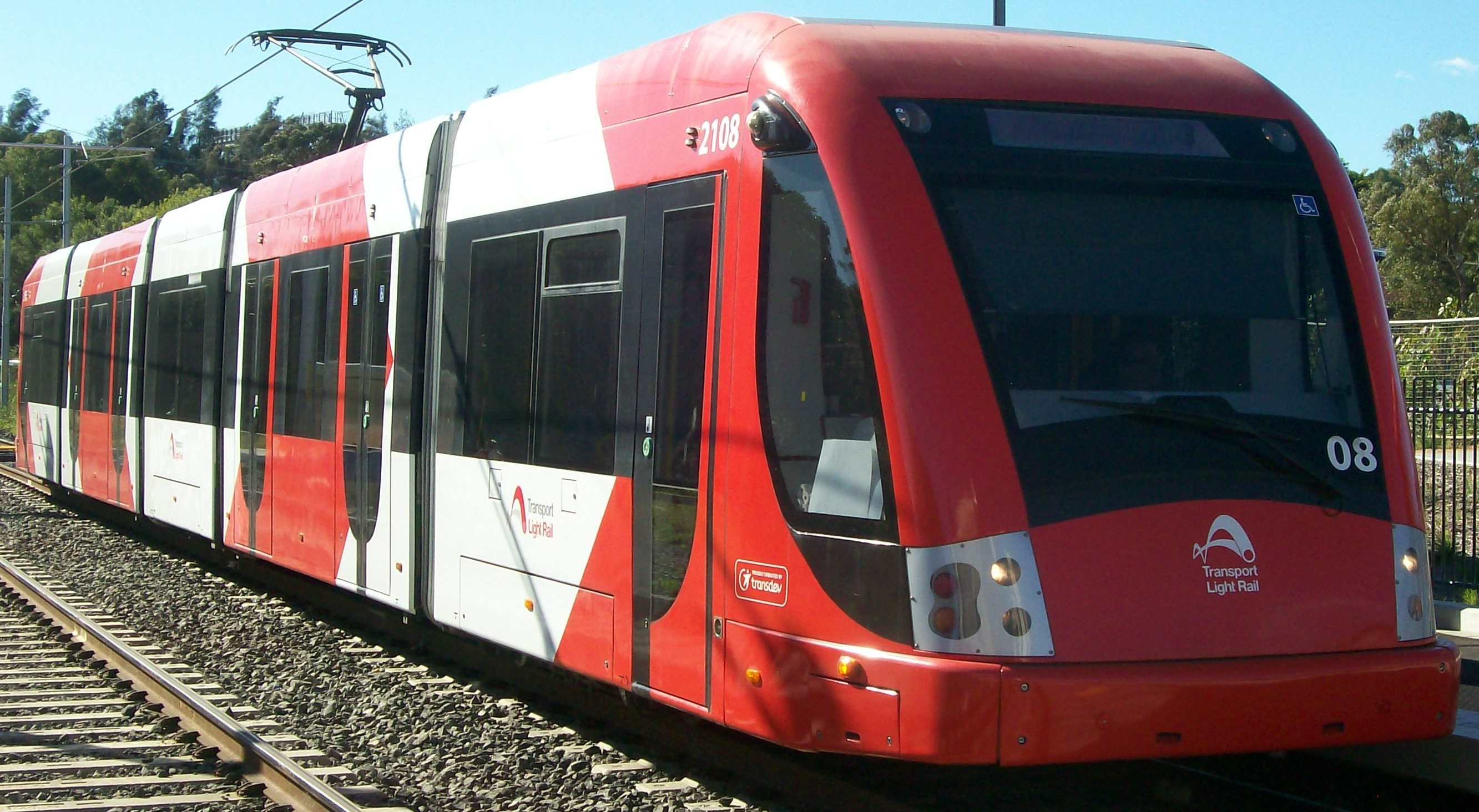
Urbos 2 in Sydney.

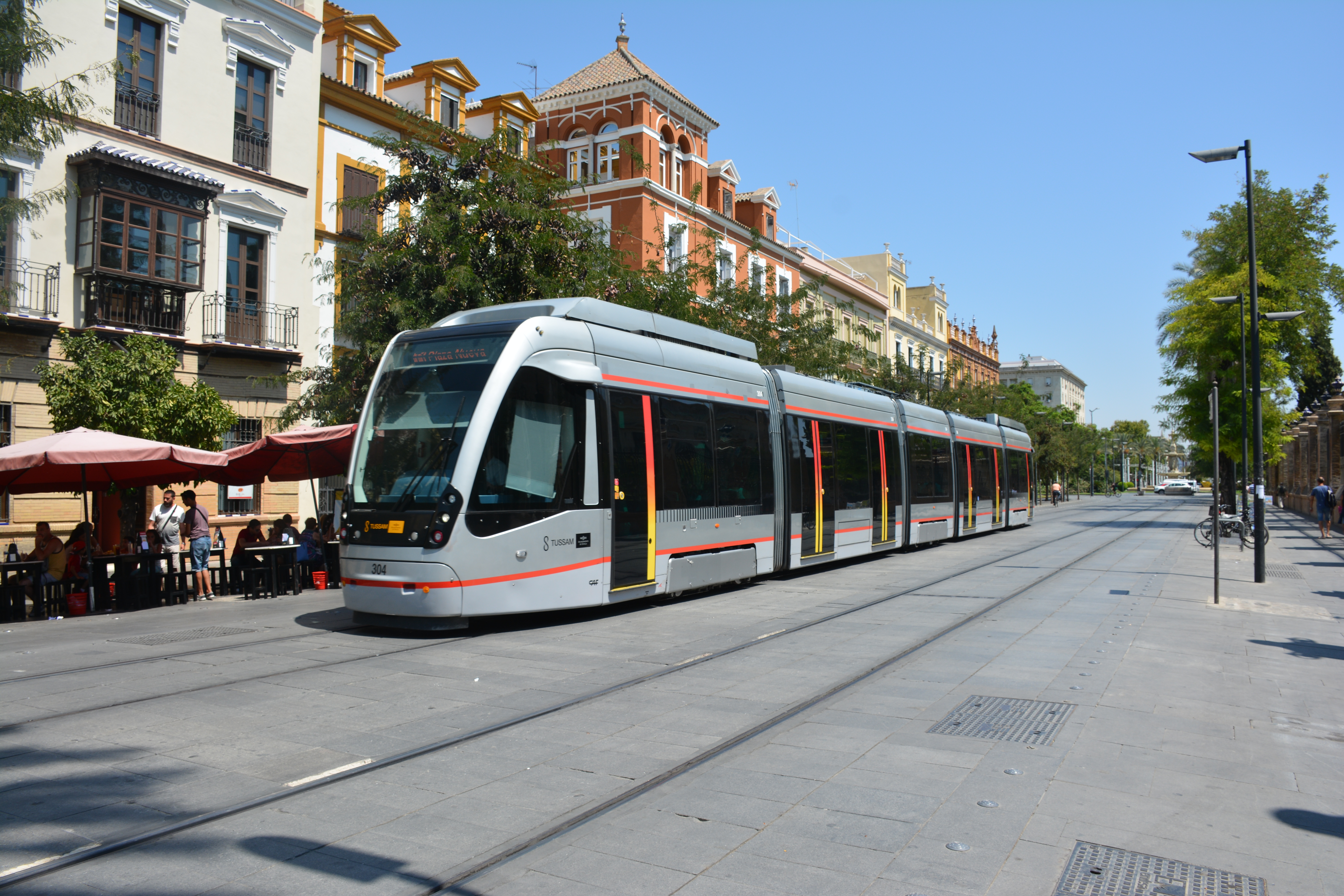
Urbos 3 in Sevilla.

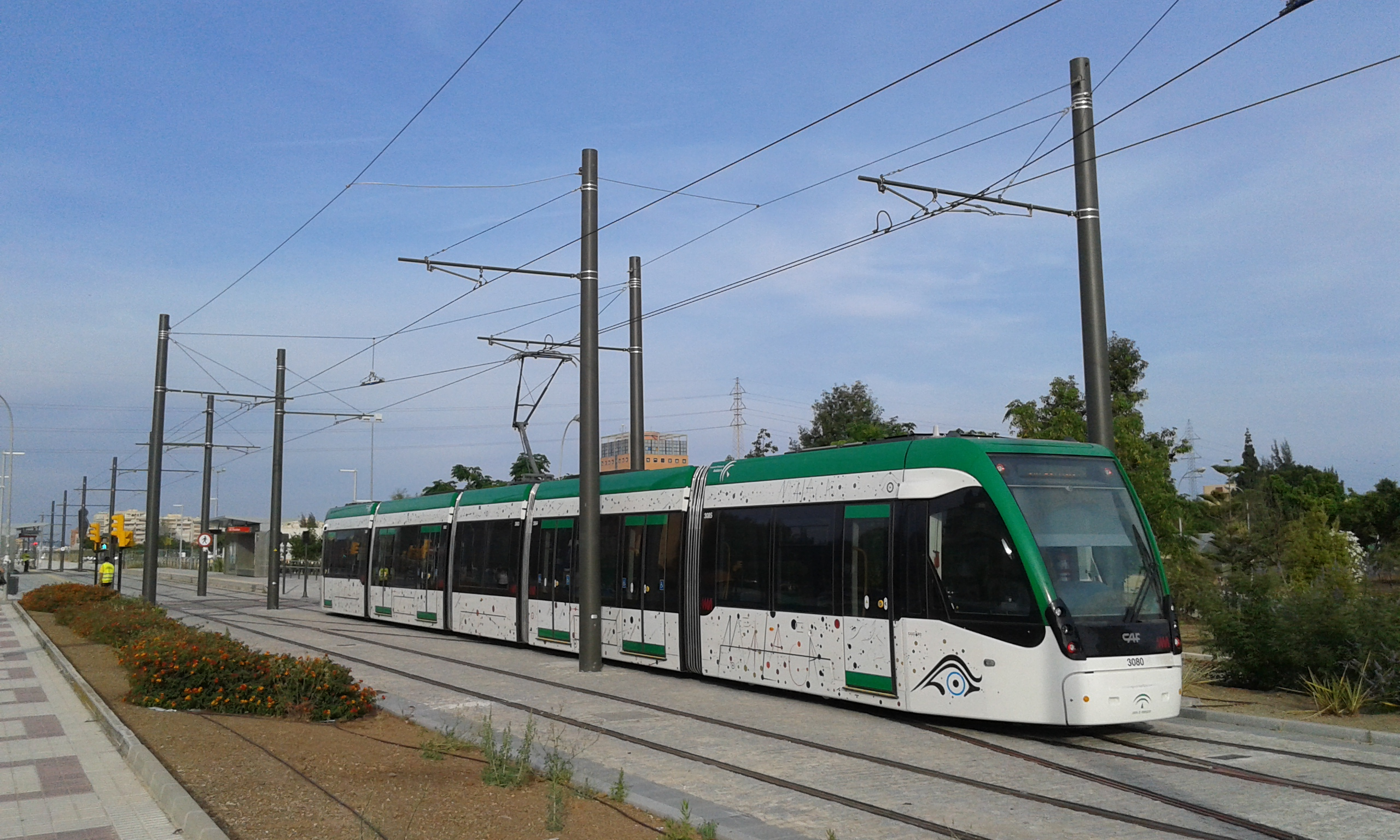
Urbos 3 in Málaga.

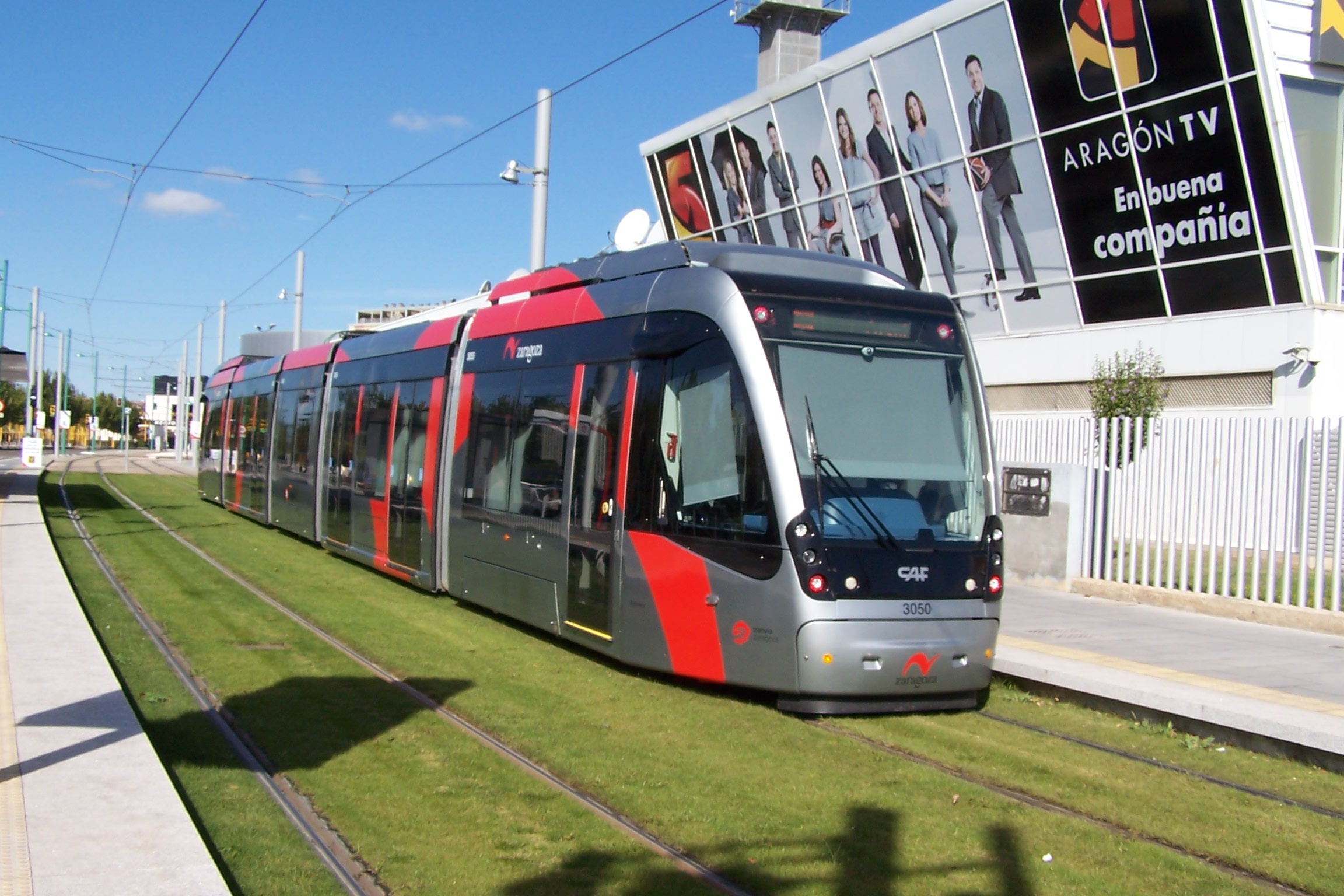
Urbos 3 in Zaragoza.

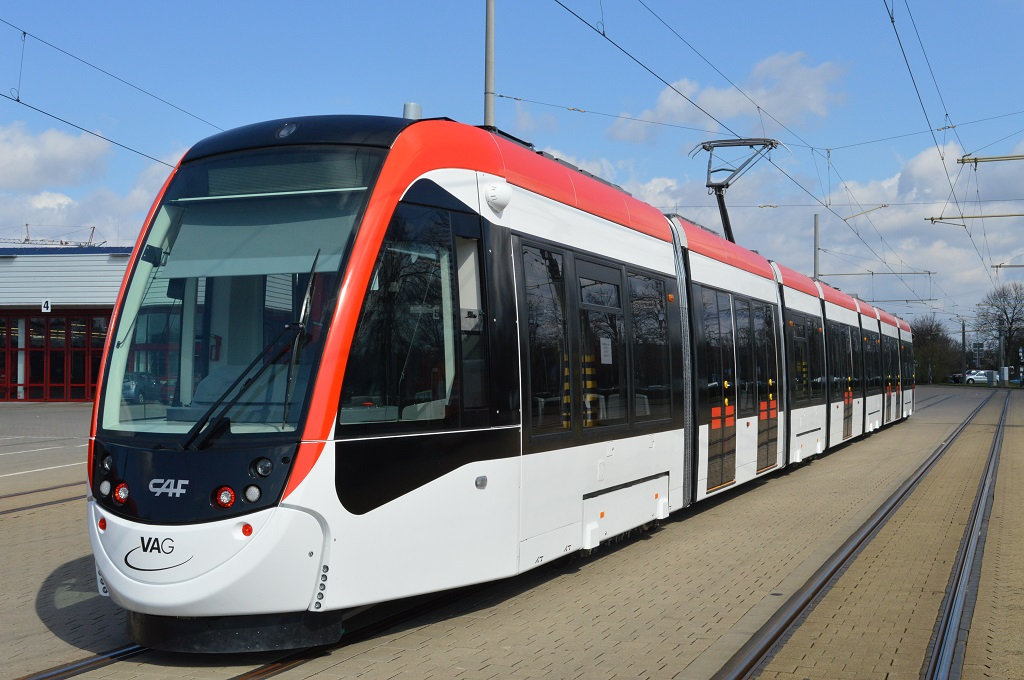
Urbos 3 in Freiburg im Breisgau.

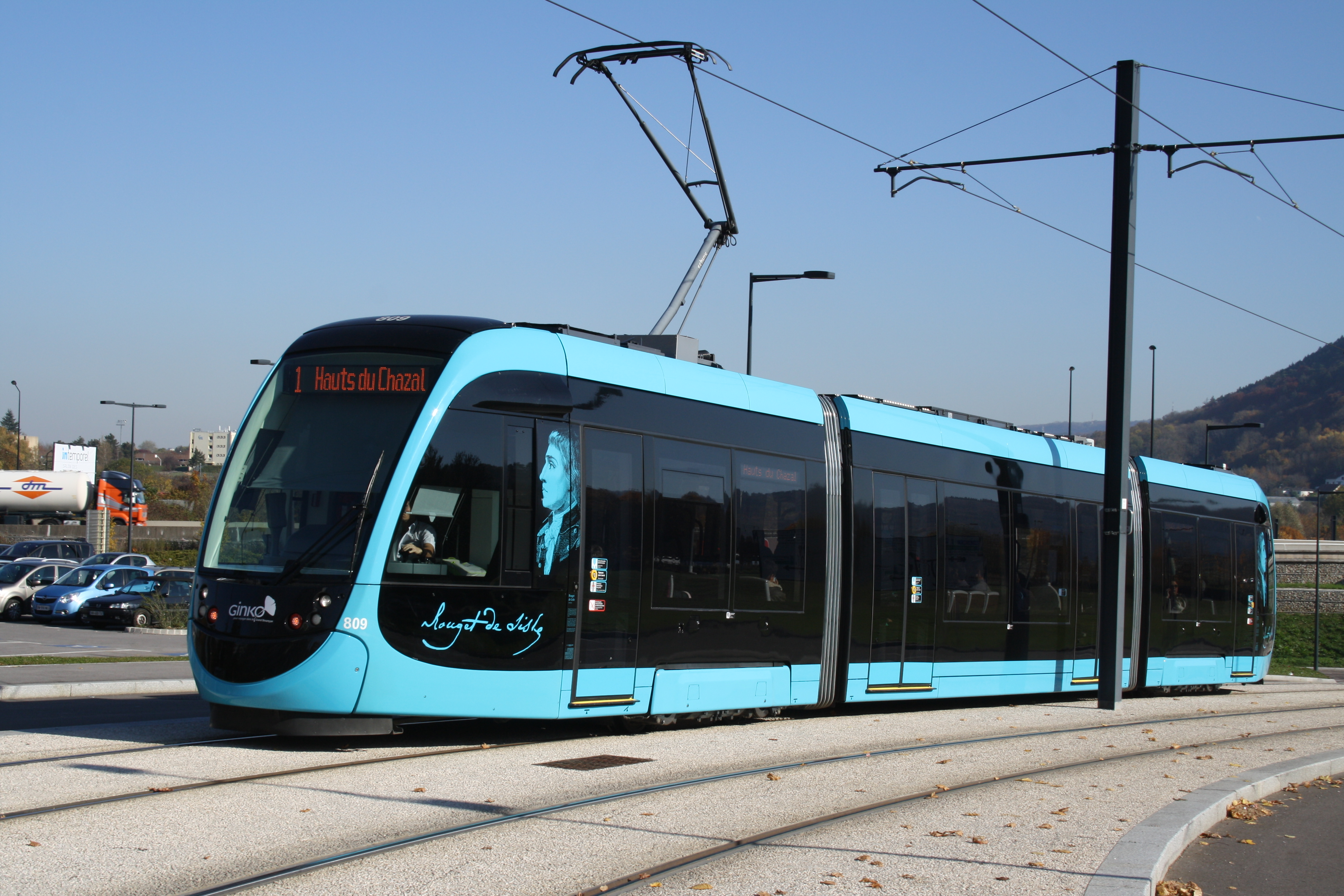
Urbos 3 in Besançon.

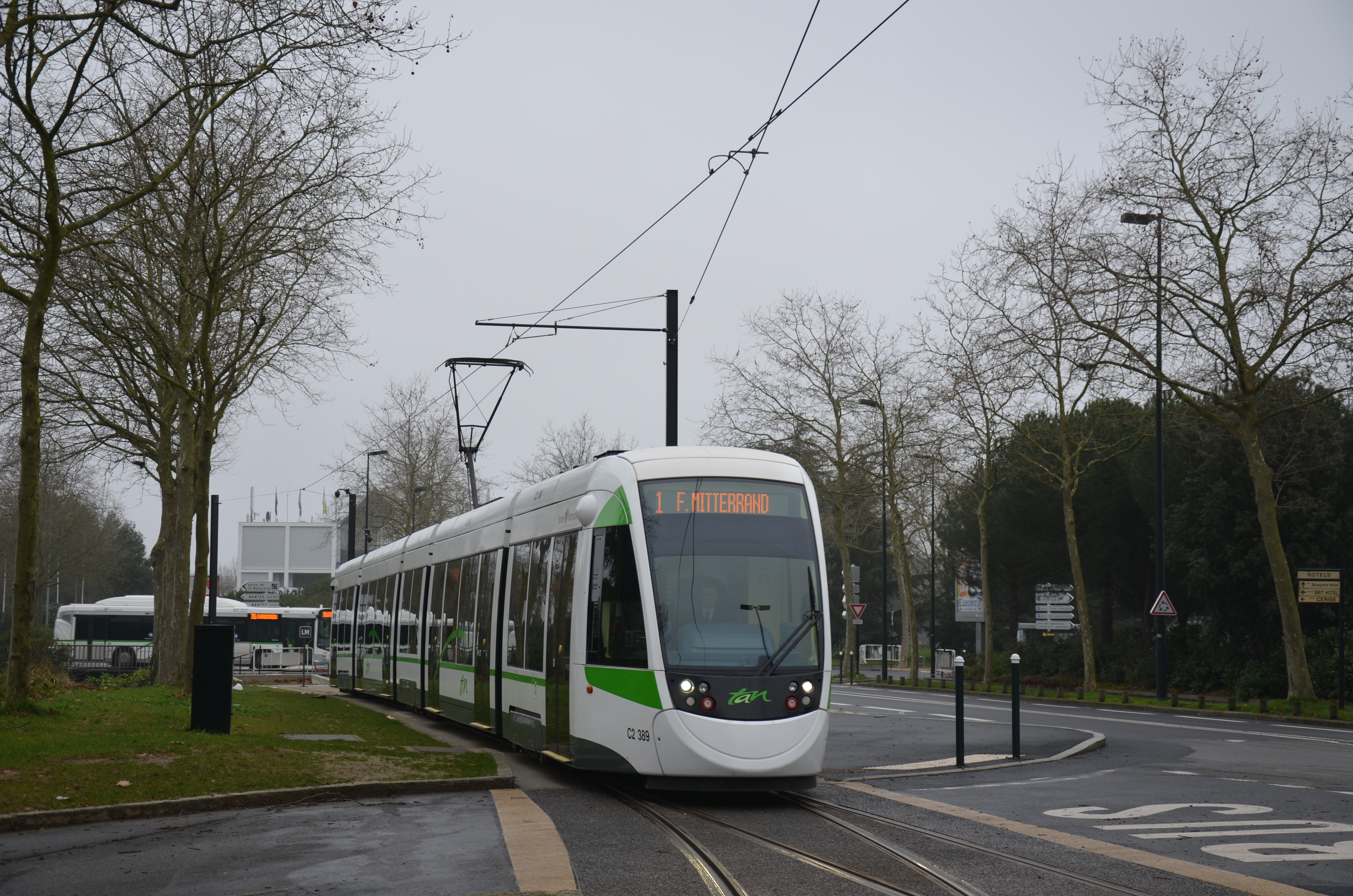
Urbos 3 in Nantes.

De Urbos is een familie van trams geproduceerd door het Baskische bedrijf Construcciones y Auxiliar de Ferrocarriles (CAF). Trams van CAF zijn geleverd aan tramnetten op verschillende continenten waarvan zes netten in de Benelux.

## Geschiedenis
De Spaanse rollend-materieelfabrikant CAF, gevestigd in de stad Beasain had al ervaring in de bouw van metrotreinen. In 1993 startte het bedrijf met de productie van trams. Voor de metro van Valencia bouwde het in 1993-1999 zestien trams met 70% lagevloer, in samenwerking met Siemens, waar de draaistellen en het tractiesysteem vandaan kwamen. Op dezelfde wijze werden in 1995 zes trams voor de tram van Lissabon geleverd. Vervolgens besloot het bedrijf om een eigen tramtype te ontwikkelen dat volledig in eigen huis gebouwd zou worden.
De eerste opdracht voor de Urbos kwam van de tram van Bilbao, waar tussen 2004 en 2006 acht trams werden afgeleverd. De montage werd uitgevoerd bij de productielocaties Zaragoza en Linares.

## Series
De trams zijn in te delen in drie generaties van series Urbos-trams. Niet alle trams van hetzelfde model zijn identiek, omdat ze zijn aangepast aan de lokale wensen van de trambedrijven.

### Urbos 1
De eerste generatie is alleen aan het Baskische Bilbao geleverd. Er werden acht trams geproduceerd, waarvan er zeven een 70% tot 100% lagevloer hebben. Dit zijn driedelige metersporige gelede trams. De hoofdmodules zijn uitgerust met een motordraaistel en het middelste deel met een loopdraaistel. Vanwege het ontbreken van keerlussen aan de eindpunten zijn de trams van Bilbao tweerichtingsvoertuigen.

### Urbos 2
Voor de volgende bestelling van drie trams bij CAF voor de tram van Vélez-Málaga werd een verbeterd model geleverd: Urbos 2. Deze meervoudige gelede tram bestaat uit vijf wagenbakken. De configuratie heet in het Duits 'Triebkopf – Sänfte – Mittelteil – Sänfte – Triebkopf' en zijn een type tram met zwevende bak.
Een tram werd uitgerust met het systeem ACR (Acumulador de Carga Rápida), om proefritten op bovenleidingloze trajecten te kunnen uitvoeren.
De wagen werd bij de tram van Sevilla gebruikt totdat de lokale trams vervangen werden door het type Urbos 3.
Tegenwoordig is dit trammodel in gebruik bij de volgende trambedrijven:
- tram van Vélez-Málaga (stilgelegd, trams verkocht naar Sydney)
- tram Vitoria-Gasteiz
- metro van Sevilla
- tram van Sevilla
- tram van Antalya
- light rail van Sydney

### Urbos 3
De grootste vernieuwing bij deze serie is de mogelijkheid het systeem ACR (Acumulador de Carga Rápida) te installeren (accumotorwagen), dat het mogelijk maakt om te rijden op routes zonder bovenleiding. Hoewel dit systeem in de andere series kan worden ingebouwd, prijst CAF de Urbos 3 als de  oplossing voor in de stad, omdat het probleem van de integratie van bovenleidingmasten in het stadsbeeld wordt geëlimineerd. Het ACR-systeem laadt bij iedere halte energie op in supercondensatoren om daarmee de volgende halte te kunnen bereiken. CAF onderzocht andere systemen, zoals gelijkvloerse power supply (APS), brandstofcellen en een vliegwiel, maar verwierp deze vanwege de hoge kosten of een gebrek aan bruikbaarheid.
Daarnaast zijn verdere verbeteringen aan de trams. Het ontwerp werd herzien en het interieur werd ergonomisch aangepast. De tractie-converters gebruiken nu IGBT-technologie en maken gebruik van remenergie.
Er zijn uitvoeringen in meterspoor en normaalspoor. De wagenbak kan worden uitgevoerd in de breedtes 2.300, 2.400 en 2.650 millimeter. De trams kunnen worden uitgevoerd met 3, 5, 7 of 9 modules, zodat de lengte varieert tussen 23 meter en 56 meter.
De eerste trams van de serie Urbos 3 kwamen in dienst op 21 maart 2011 bij de tram van Sevilla. Op 19 april 2011 kwam de Urbos 3 bij een tweede trambedrijf in dienst: de tram van Zaragoza. Daarnaast zijn trams besteld voor verschillende nieuwe of uit te breiden trambedrijven waarvan zes in de Benelux.

## Overzicht van trambedrijven

### Urbos 70 en Urbos 100
| Stad                            | Aantal | Waarde van de order | Opmerkingen |
| Europa                          | Europa | Europa              | Europa |
| ------------------------------- | ------ | ------------------- | --- |
| Antwerpen, België               | 58     | € 295 miljoen       | Levering vanaf 2021 Op 28 januari 2023 werd de nieuwe naam Stadslijner bekendgemaakt voor dit materieel.               |
| Gent, België                    | 18     | € 295 miljoen       | [ 2 ] |
| Kusttram, België                | 48     | € 295 miljoen       | Levering 2020-2021. Naam: Zeelijner.                                                                                   |
| Luik, België                    | 20     |                     | Ingebruikname op de nieuwe tramlijn voorzien in 2023. Met supercondensator om delen zonder bovenleiding te overbruggen |
| Freiburg im Breisgau, Duitsland | 12     |                     | [ 6 ] [ 7 ] |
| West Midlands, Engeland         | 20     | £ 40 miljoen        | Optie voor vijf extra trams                                                                                            |
| Besançon, Frankrijk             | 19     | € 34,4 miljoen      | [ 10 ] |
| Nantes, Frankrijk               | 8 (+4) | € 22 miljoen        | Optie voor vier extra trams voor € 10 miljoen                                                                          |
| Boedapest, Hongarije            | 47     | € 90 miljoen        | [ 11 ] [ 12 ] [ 13 ]                                                                                                   |
| Debrecen, Hongarije             | 18     |                     | [ 14 ] |
| Luxemburg, Luxemburg            | 21     | € 83,0 miljoen      | In dienst in 2017 |
| Amsterdam, Nederland            | 72     | € 209,1 miljoen     | In dienst in 2020 Optie voor 51 extra trams                                                                            |
| Utrecht, Nederland              | 27     |                     | 5-delig. In dienst in 2019                                                                                             |
| Utrecht, Nederland              | 27     |                     | 7-delig. In dienst in 2020                                                                                             |
| Edinburgh, Schotland            | 27     |                     | |
| Belgrado, Servië                | 30     |                     | [ 21 ] |
| Sevilla, Spanje                 | 4      |                     | MetroCentro lijn |
| Granada, Spanje                 | 13     | € 43,9 miljoen      | Optie voor vier extra trams                                                                                            |
| Cádiz, Spanje                   |        |                     | |
| Málaga, Spanje                  | 14     |                     | [ 22 ] |
| Zaragoza, Spanje                | 21     |                     | [ 23 ] |
| Lund, Zweden                    | 7      |                     | |
| Amerika                         |        |                     | |
| Cuiabá, Brazilië                | 40     |                     | [ 24 ] |
| Salvador, Brazilië              |        |                     | |
| Cincinnati, Ohio, USA           | 5      | $ 25 miljoen        | [ 25 ] |
| Kansas City, Missouri, USA      | 4      |                     | [ 26 ] |
| Australië en Azië               |        |                     | |
| Sydney, Australië               | 6      | $ 20 miljoen        | Aanvankelijk een order voor 6 trams; vervolgens uitgebreid tot 12                                                      |
| Newcastle, Australië            | 6      |                     | Aflevering in 2018 |
| Canberra, Australië             | 14     | $ 65 miljoen        | In dienst in 2019 |
| Kaohsiung, Taiwan               | 9      |                     | ACR-systeem ingebouwd                                                                                                  |

## Problemen
Tussen 2017 en 2022 werden bij nieuwe en bestaande Urbos 3-trams in verschillende steden scheurtjes ontdekt rond de draaistellen.

## Galerij

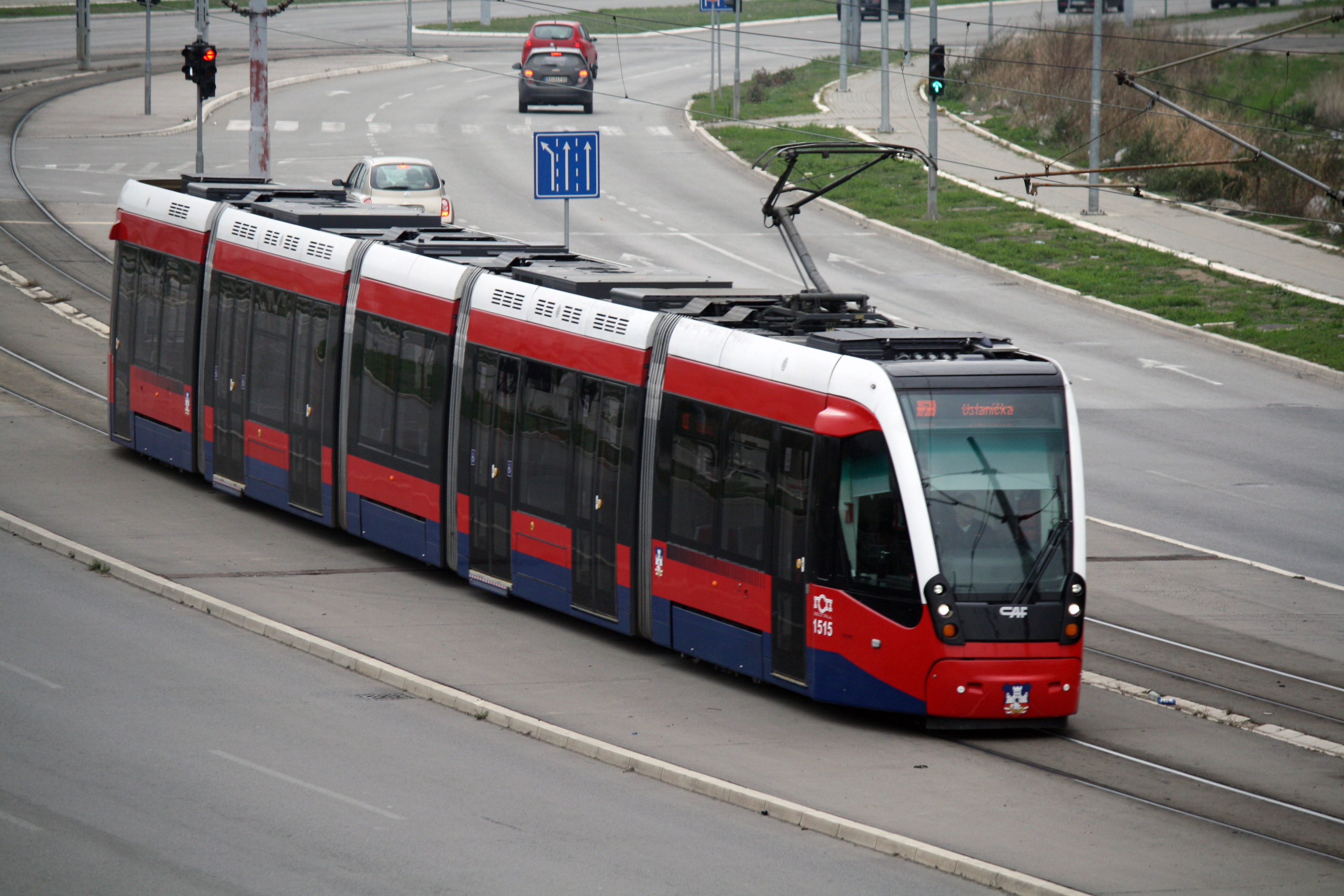
Urbos 3 in Belgrado.
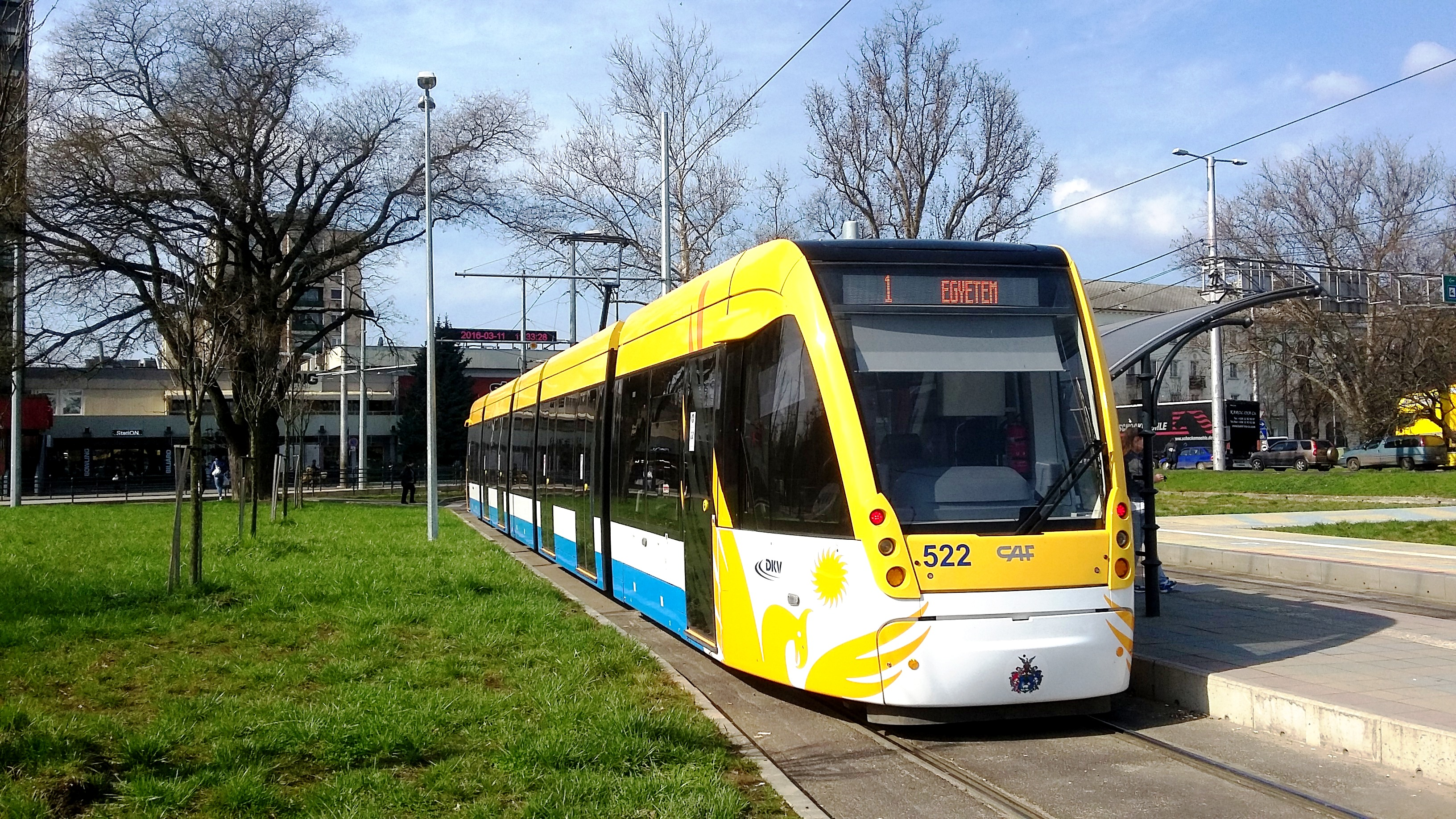
Urbos 3 in Debrecen.
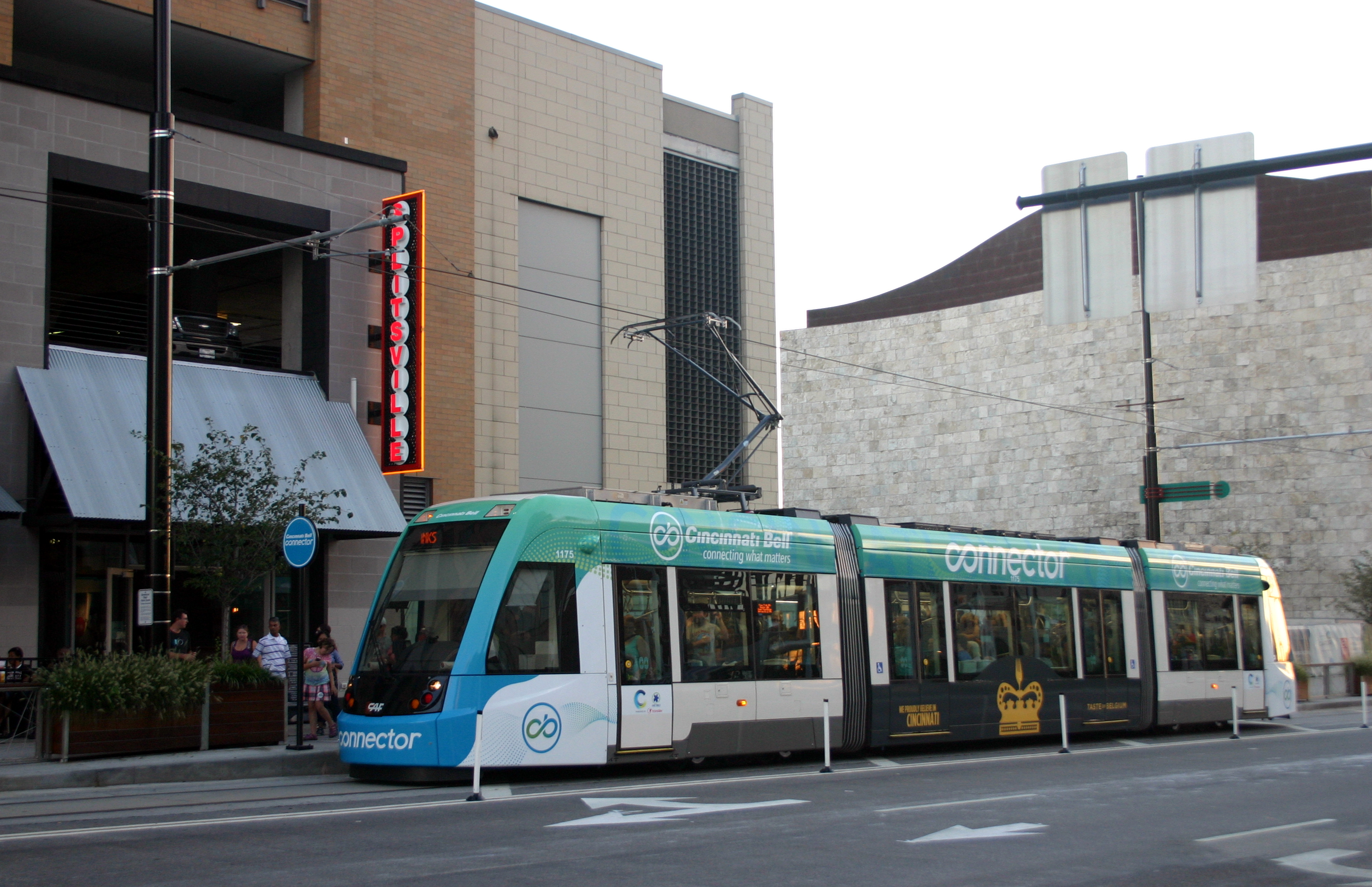
Urbos 3 in Cincinnati.
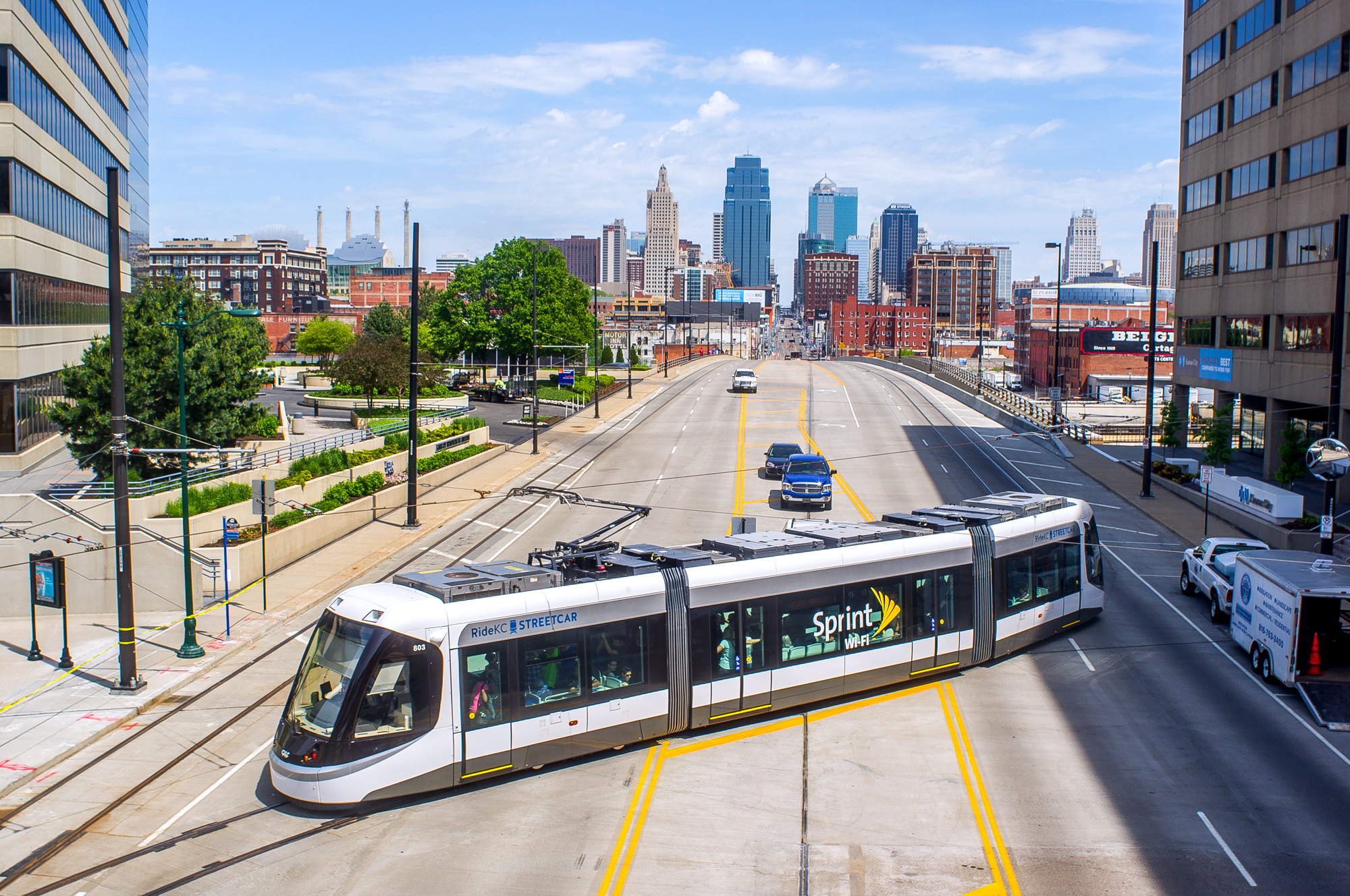
Urbos 3 in Kansas City.
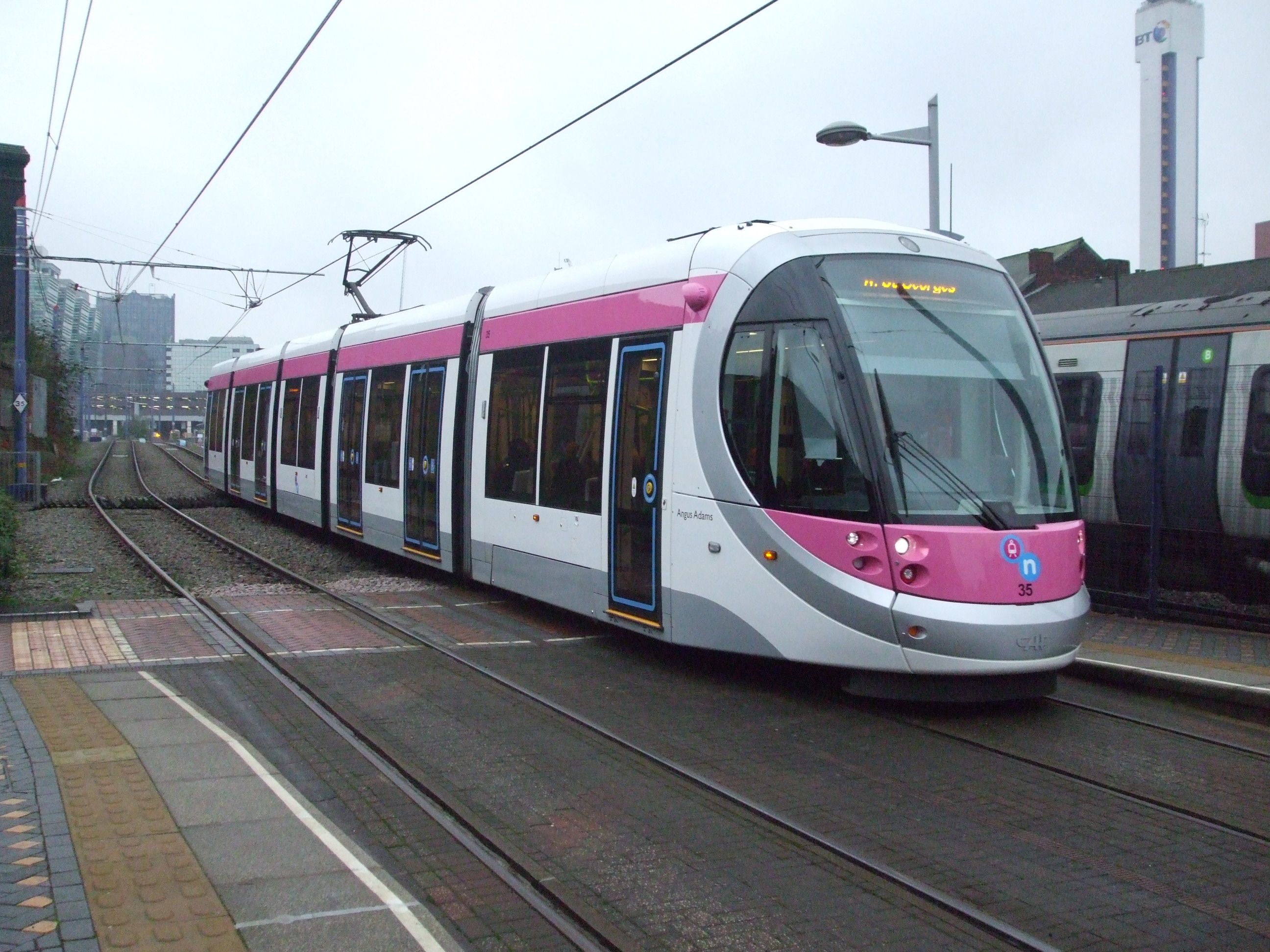
Urbos 3 in Birmingham.
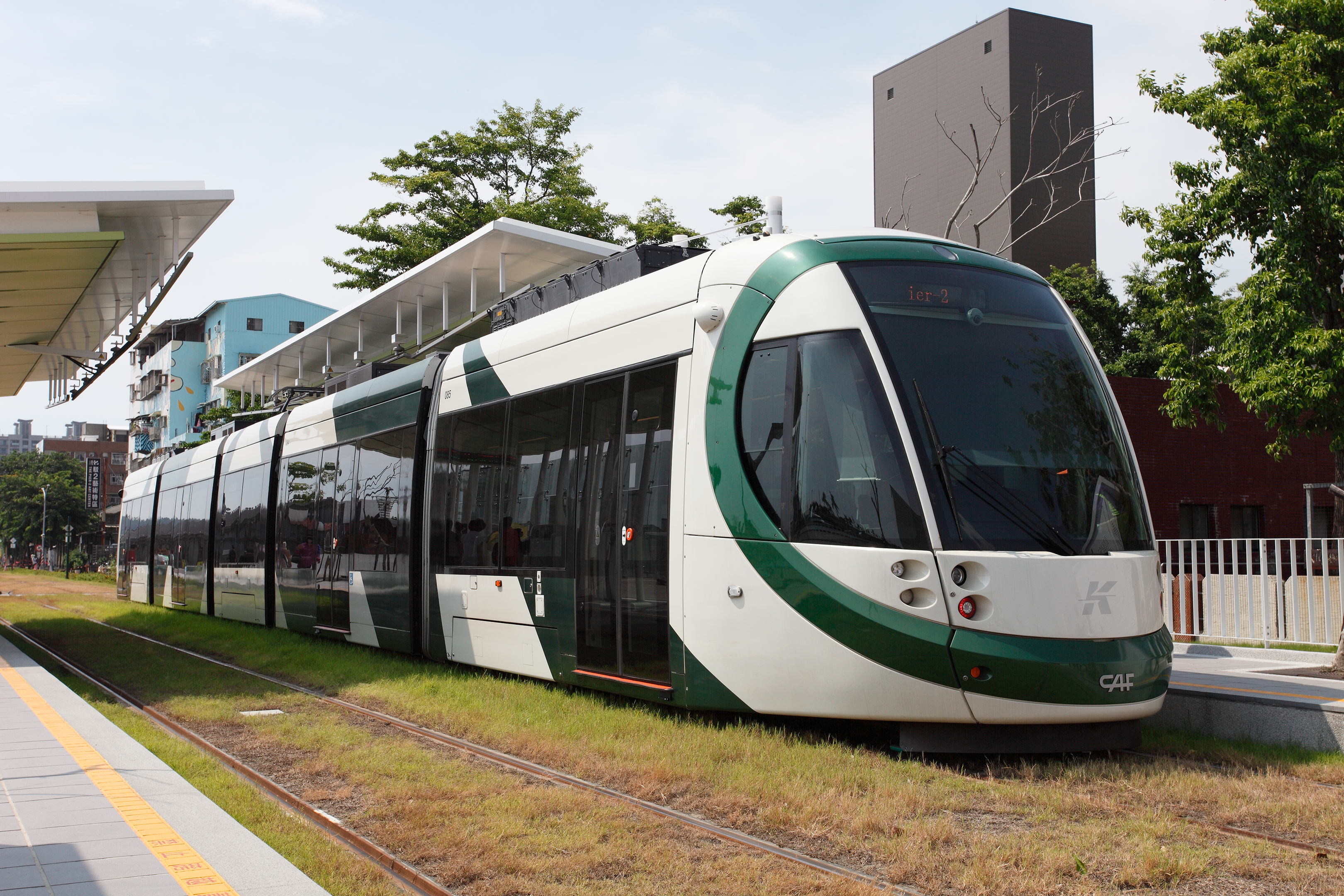
Urbos 3 in Kaohsiung.
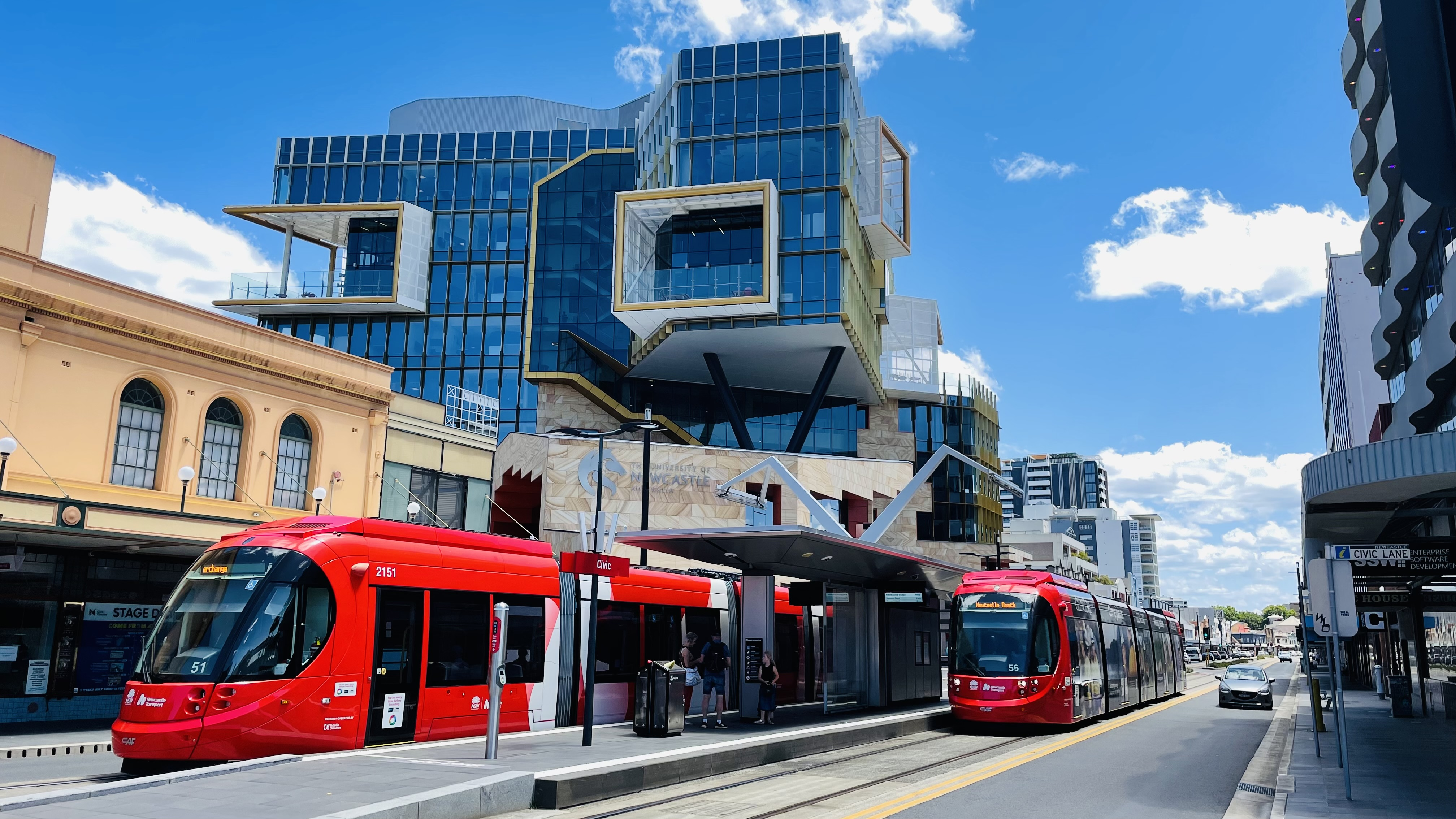
Urbos 3 in Newcastle
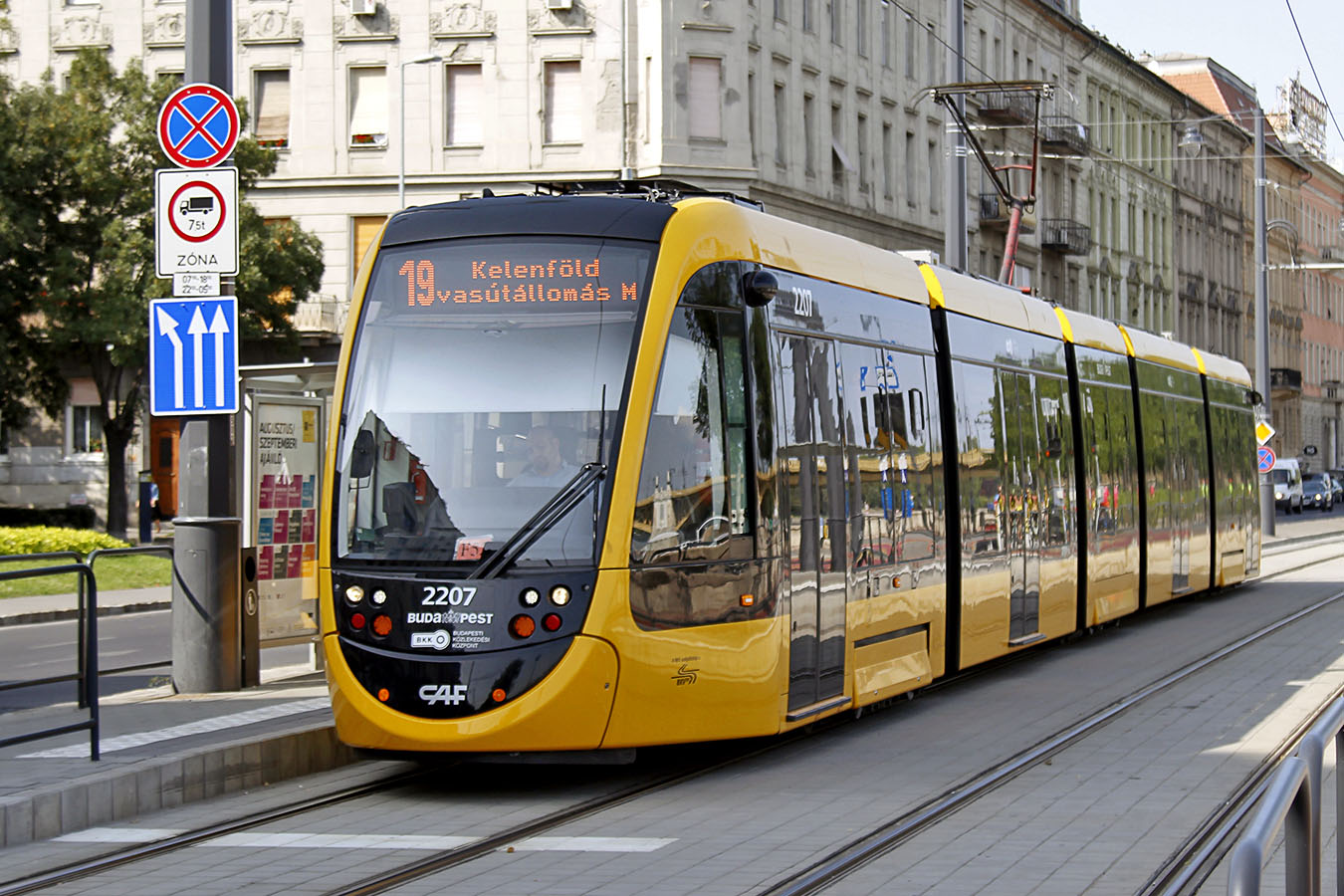
Urbos 3 in Boedapest.
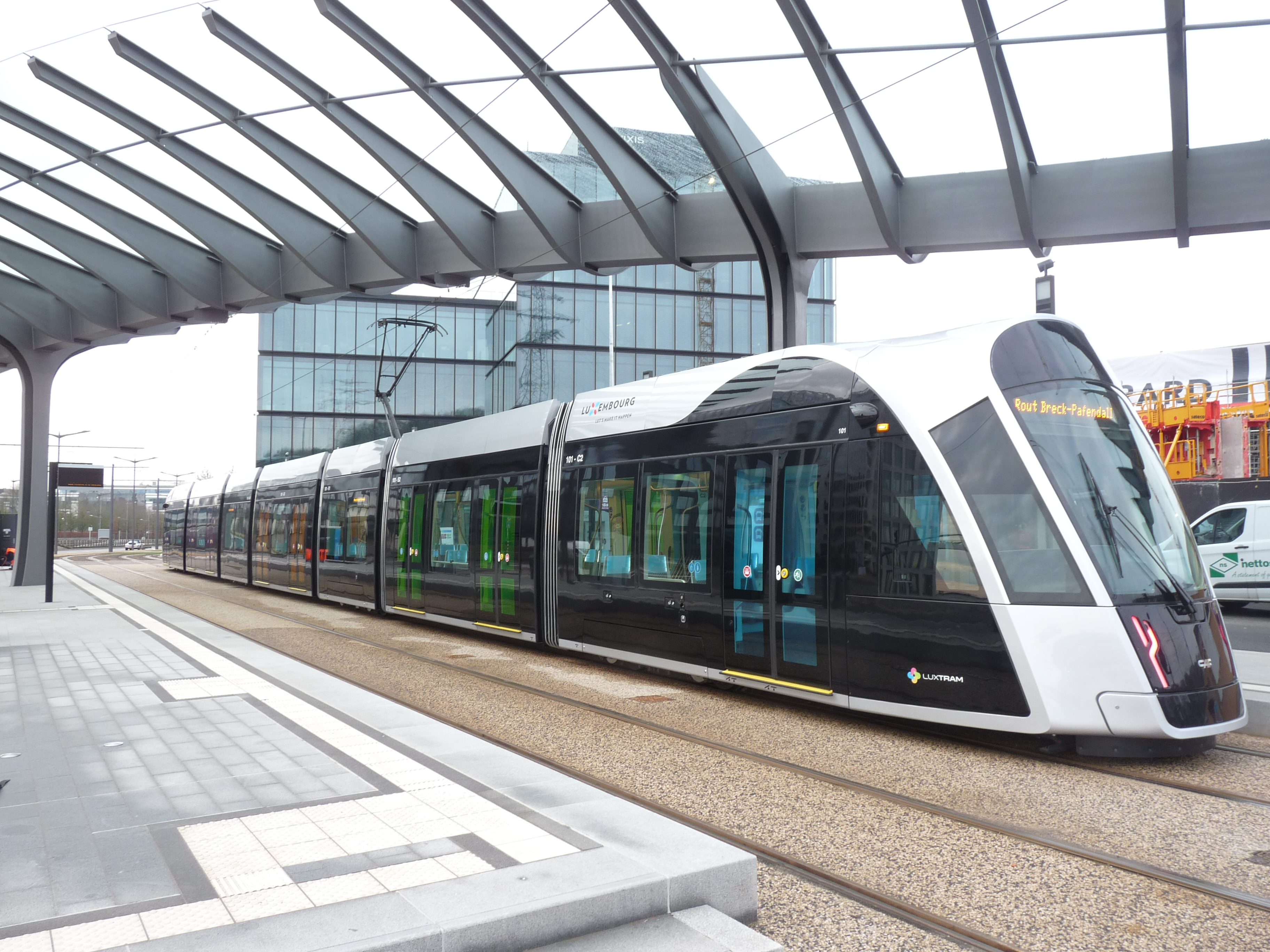
Urbos 3 in Luxemburg stad.
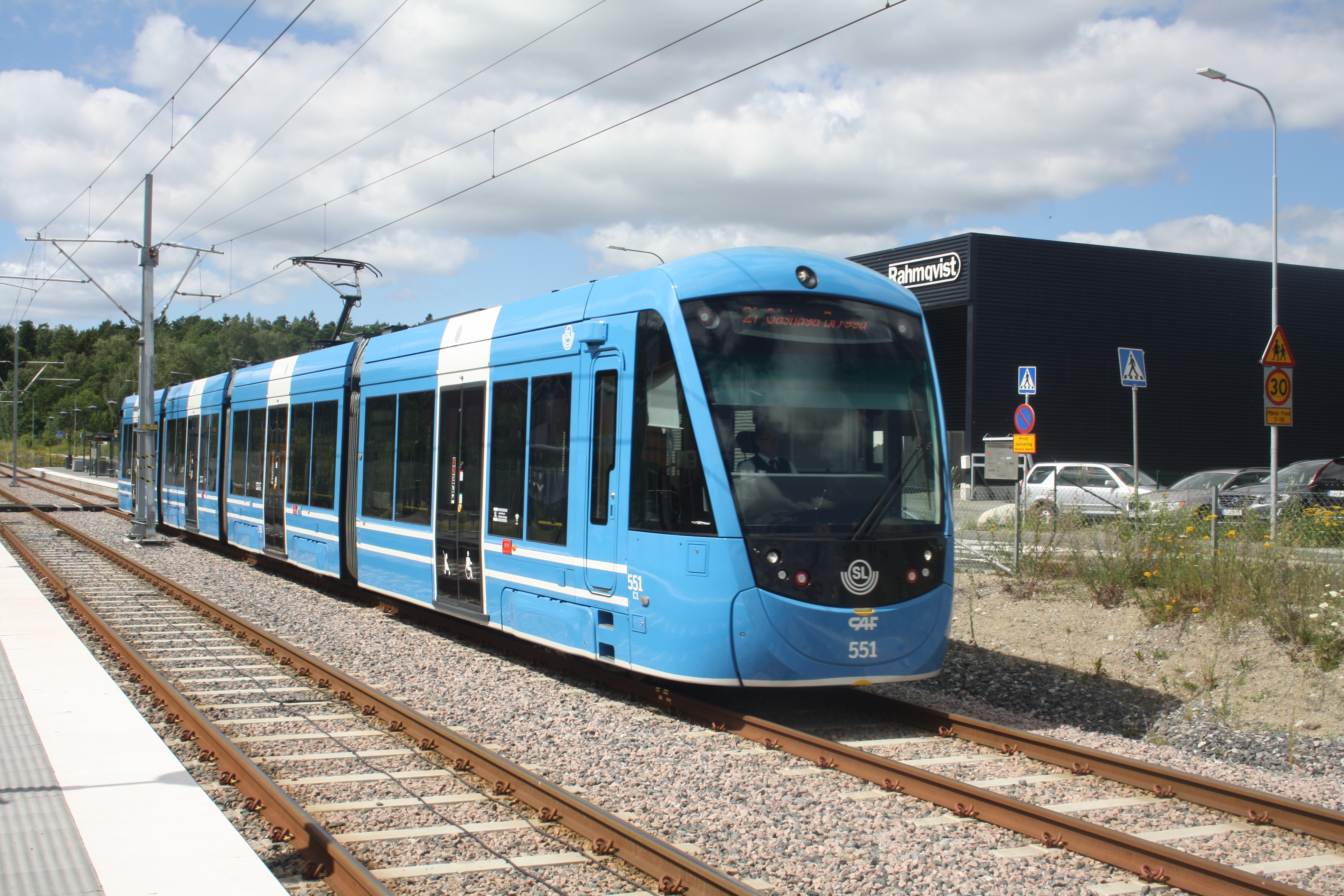
Urbos AXL in Stockholm.
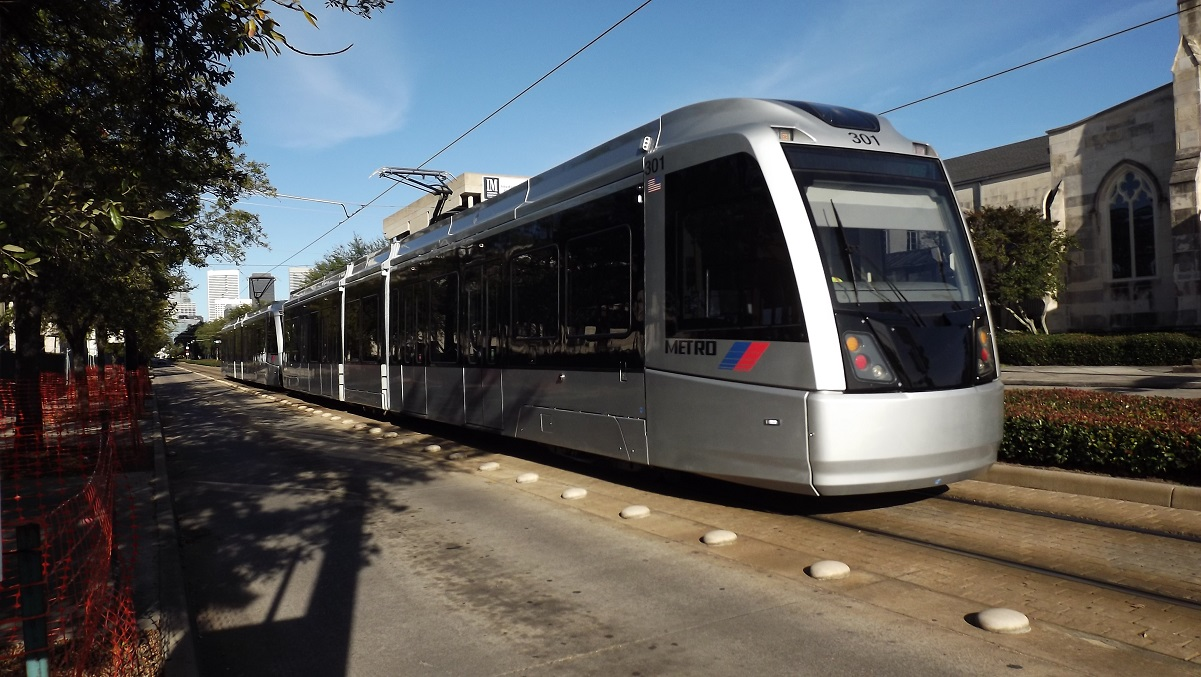
Urbos LRV in Houston.